# Гарсія II (король Наварри)
Гарсія Санчес II Тремтячий (*Garcia Sanchez II el Temblon, бл. 964 —1000) — король Памплони (Наварри) та граф Арагону в 994-1000 роках. Відомий також як Гарсія IV.

## Біографія

### Молоді роки
Походив з династії Хіменес. Син Санчо II, короля Памплони, та Урраки Кастильської. Згадується у королівських документах між 972 і 991 роками. Близько 991 року одружився з нащадкою Ордоньйо I, короля Астурії.

### Королювання
Успадкував трон у 994 році після смерті батька. Гарсія II у 996 році спробував повстати проти аль-Мансура, фактичного володаря Кордовського халіфату, і не виконувати дані батьком обіцянки, але зазнав невдачі. У 997 році під час військового походу до Каталаюду король убив брата тамтешнього арабського валі (намісника). У відповідь на це аль-Мансур стратив 50 християн, зруйнував Памплону і Сан-Мілан-Коголью.
У липні 1000 року Гарсія II разом з Альфонсо V, королем Леону, Санчо I, графом Кастилії, і Гарсією Гомесом де Салданья, графом Карріону, брав участь у битві при Кервері, в якій християни зазнали поразки від військ аль-Мансура. Вважається, що Гарсія II загинув у цій битві або невдовзі після цього. Владу успадкував його син Санчо.

## Родина
Дружина — Хімена, донька Фернандо Бермудеса, графа Кеа.
Діти:
- Санчо (992—1035), король у 1000—1035 роках
- Гарсія (д/н)
- Уррака (д/н — після 1031), дружина Альфонсо V, короля Леону
- Ельвіра (д/н), черниця